# Butler Parker
Butler Parker ist eine humoristische Kriminalromanserie von Günter Dönges (* 1923; † August 2001), der auch unter den Pseudonymen Glenn Larring, Dan Cillingh, John D. Acton u. a. schrieb.
Hauptfigur der Heftromane ist der englische Butler Josuah Parker, der sich als Amateurdetektiv betätigt und seine Gegner mit ungewöhnlichen Methoden aus dem Verkehr zieht, sei es mit seiner mit Stahlblech gefütterten Melone, mit seinem Pfeile verschießenden Universalregenschirm oder auch schon mal mit einer Falltür im Hauseingang. Parker arbeitet zuerst in Chicago für den amerikanischen Rechtsanwalt Mike Rander. Ab Band 126 ist er bei Lady Agatha Simpson in London tätig, die erstmals in Band 124 auftritt. Ihr liebstes „Spielzeug“ ist ein mit einem Hufeisen gefüllter Pompadour. Parker fährt am liebsten ein altes Londoner Taxi, dessen Extraausstattung allerdings James Bonds Aston Martin DB5 weit in den Schatten stellt.

## Heftromane
Die Romanserie erschien von 1953 bis 1992 in verschiedenen Verlagen. Die ersten Hefte erscheinen im Bastei-Verlag. Die Serie wechselte nach einigen Nummern zum Zauberkreis-Verlag, wo nach den Nachdrucken neue Romane erschienen. Nach 134 Ausgaben im Rahmen der Silber Kriminalromane wurde die Serie mit neuen Romanen fortgesetzt. Später erschienen die Romane als eigenständige Serie, die allerdings mit der Nr. 119 begann. Sie endete 1992 mit der Nummer 589; 30 Romane wurden nicht in der eigenen Reihe wieder aufgelegt; somit gibt es 619 Heftromane; daneben erschienen drei Texte nur als Taschenbücher.

## Fernsehserie
Butler Parker wurde außerdem von 1972 bis 1973 als 26-teilige Fernsehserie Butler Parker in der ARD gezeigt. Die Hauptrolle spielte der schon aus einem Jerry-Cotton-Film, einem Durbridgekrimi und aus der Serie Stahlnetz bekannte Dirk Dautzenberg. In der Fernsehserie arbeitet Parker für den Rechtsanwalt Mike Rander (Eckart Dux). Ihnen zur Seite steht die Sekretärin Miss Vivi Carlson (Stella Mooney) und später Miss Jenny (Gaby Dohm), die eingeführt wurde, weil Stella Mooney vom Darsteller des Gangsters Cleveland, Carl Schell, schwanger wurde. Gangster Cleveland ist mit dem Sohn eines amerikanischen Mafiapaten, Longness Junior (Edgar Hoppe), in den einzelnen Folgen, die quer durch Europa führen, Rechtsanwalt Rander, seiner Sekretärin und Butler Parker auf den Fersen, um sie ins Jenseits zu befördern, weil Rander und Parker für die Verurteilung von Longness Senior gesorgt hatten. Wie in den Heftromanen werden deren Mordpläne auch in den Serienfolgen „natürlich“ jedes Mal von Butler Parker vereitelt.

### Folgen
| - Hallo Taxi – 4. Juli 1972 - Besuch in Schottland – 11. Juli 1972 - Geschäft mit der Angst – 18. Juli 1972 - Zwischenfall in Brighton – 25. Juli 1972 - Der Kredithai – 1. August 1972 - Patientin gesucht – 8. August 1972 - Besuch im Starclub – 15. August 1972 - Die Überfahrt – 22. August 1972 - Ein klarer Fall – 29. August 1972 - Katz und Maus – 5. September 1972 - Galgenfrist – 12. September 1972 - Madonnen lassen bitten – 19. September 1972 - Made in Italy – 26. September 1972 | - Der Doppelgänger – 3. Oktober 1972 - Treffpunkt Via Mala – 10. Oktober 1972 - Diamantenraub – 17. Oktober 1972 - Blondinen für Rio – 24. Oktober 1972 - Achtung Kurve – 31. Oktober 1972 - Der Spezialist – 7. November 1972 - Das Partygirl – 14. November 1972 - Der Kidnapper – 21. November 1972 - Container gesucht – 28. November 1972 - Der Heckenschütze – 5. Dezember 1972 - Das Sanatorium – 12. Dezember 1972 - Schottischer Whisky – 19. Dezember 1972 - Die Hellseherin – 16. Januar 1973 |

## Hörspiele
Seit Oktober 2010 sind im Label Zauberstern Records drei Geschichten aus der Reihe Butler Parker als Hörspiele erschienen. Lutz Riedel spricht Butler Parker und David Nathan Mike Rander.
Juni 2013 erschien die erste Folge der an Butler Parker angelehnten Serie „Der Butler“ beim Label „Winterzeit Studios (Soulfood)“. Der Butler wird hier von Detlef Bierstedt (u. a. George Clooney) gesprochen. Eine zweite Folge ist für den 13. Juni 2014 angekündigt.